# Рабово
Рабово е село в Южна България. То се намира в община Стамболово, област Хасково.

## География
Село Рабово се намира в планински район, на брега на река Арда.